# Minería de República Democrática del Congo

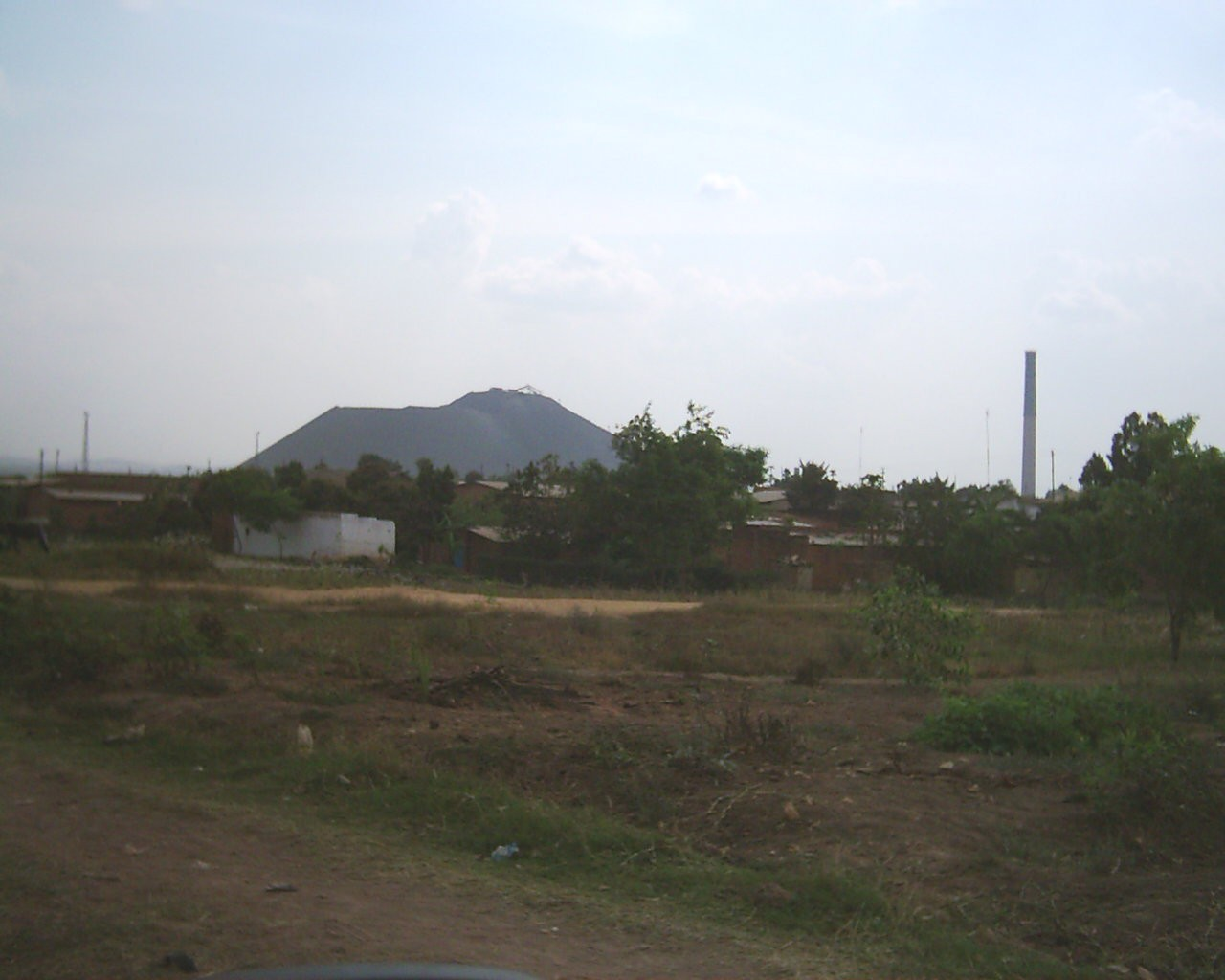
Minas de relaves en una mina de cobre de Lubumbashi

La industria minera de República Democrática del Congo es un factor importante en la producción mundial de cobalto, cobre, diamante, tántalo, estaño y oro también. Es la mayor fuente de ingresos de exportación de la República Democrática del Congo. En 2009, la República Democrática del Congo (RDC) tenía aproximadamente $ 24 billones en depósitos minerales no explotados, incluidas las mayores reservas mundiales de coltán y cantidades significativas de cobalto del mundo.
Durante la segunda guerra del Congo tuvo lugar el saqueo masivo de los activos minerales por parte de todas las fuerzas combatientes (congolesas, ruandesas, ugandesas y civiles extranjeros). En consecuencia de los robos de los combatientes las pequeñas operaciones mineras artesanales y las empresas extranjeras más grandes también redujeron sus operaciones. Tras el acuerdo de paz en 2003, el foco volvió a la minería. Los grupos rebeldes suministraron a las corporaciones internacionales a través de la minería no regulada por parte de soldados, locales organizados por comandantes militares y por ciudadanos extranjeros. El marco político era inestable. En 2009, la República Democrática del Congo firmó un contrato de préstamo con el Fondo Monetario Internacional (FMI) por $ 12 mil millones para combatir su deuda en 2010. El préstamo incluía condiciones comerciales, como la liberalización del comercio de diamantes. A finales de 2012 el FMI suspendió los últimos pagos, debido a la falta de transparencia en el proceso de concesión de contratos mineros de la República Democrática del Congo. El sector minero se ha expandido desde entonces, pero los precios de los productos básicos han disminuido y esto ha obstaculizado el progreso de la RDC.
Gran parte de la minería se ha llevado a cabo en pequeñas operaciones mineras artesanales, a veces conocidas como minería artesanal y en pequeña escala. Estas minas de pequeña escala no están reguladas, con altos niveles de trabajo infantil y lesiones en el lugar de trabajo. Pueden ocurrir dentro de áreas protegidas, y alrededor de especies en peligro o amenazadas. A partir de 2008, muchas operaciones de minería artesanal se concentran en la extracción de coltán. Las operaciones de minería artesanal emplean a una porción significativa de la población de la RDC; las estimaciones alcanzan hasta una quinta parte de la población, o 12.5 millones de personas. Los problemas derivados de la minería artesanal incluyen la separación de las familias, las enfermedades relacionadas con la minería, el daño ambiental, el trabajo infantil, la prostitución y la violación.

## Historia de la minería enCongo

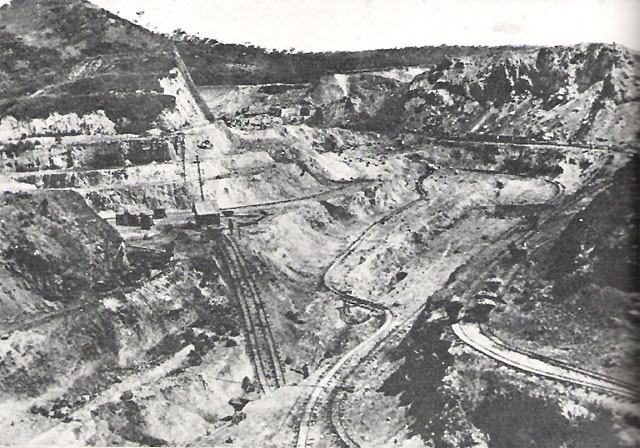
Mina de cobre de Katanga en el Congo Belga

La historia de la minería en la República Democrática del Congo comienza con el nacimiento de la República Democrática del Congo en 1998; de 1971 a 1997 fue nombrado Zaire.

### Saqueo a escala masiva, 1998
Después de la exitosa invasión de Ruanda, Uganda y Burundi en 1998 del este y sudeste de la República Democrática del Congo en la segunda guerra del Congo (1998-2003), mientras que las tácticas iniciales de invasión todavía estaban empezando, los comandantes militares ya estaban haciendo negocios con compañías extranjeras para las vastas reservas mineras del Congo. Entre septiembre de 1998 y agosto de 1999, las existencias de minerales, productos agrícolas, madera y ganado fueron confiscadas ilegalmente por las fuerzas invasoras, se amontonaban en camiones y se vendían como exportaciones de los países confiscadores. Las tropas ruandesas y ugandesas obligaron a las empresas locales a cerrar sus puertas robando y hostigando a los propietarios civiles. Los automóviles fueron robados a tal punto que Uganda mostró un aumento del 25% en la propiedad de automóviles en 1999. DARA-Forest Company corto ilegalmente y luego vendió madera congoleña en el mercado internacional como su propia exportación. Un ejecutivo de American Mineral Fields permitió a los rebeldes usar su Learjet privado a cambio de un acuerdo de minería de $ 1 mil millones. Global Witness en 2004 describió la prisa de las corporaciones mineras por adquirir tierras ricas en coltán en el territorio rebelde de la República Democrática del Congo como una continuación del patrón de explotación en juego desde la Conferencia de Berlín de 1885.